# Rzeki (Libusza)
Rzeki – nieoficjalny przysiółek wsi Libusza w Polsce położony w województwie małopolskim, w powiecie gorlickim, w gminie Biecz.
Przysiółek wchodzi w skład sołectwa Libusza.
W latach 1975–1998 przysiółek położony był w województwie krośnieńskim.